# Este-Kultur

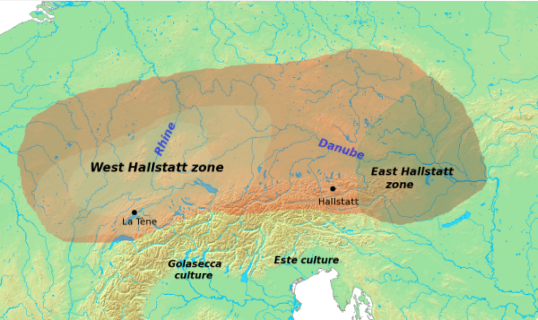
Unterhalb der Hallstattkultur (dunkel) liegen südlich der Alpen die Gebiete der Golasecca- und der Este-Kultur

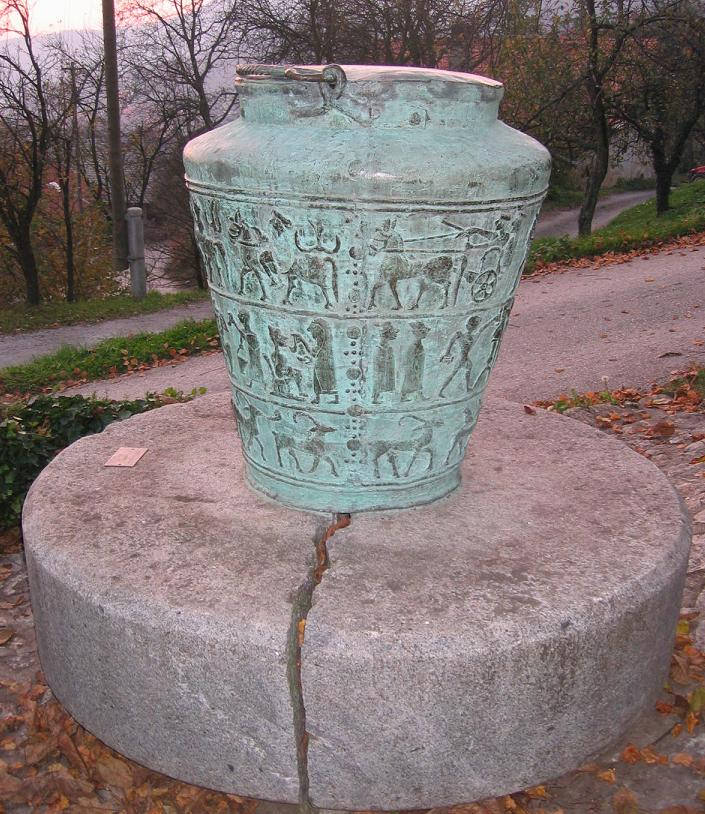
Situla von Vače Slowenien

Die Este-Kultur (italienisch cultura atestina) ist eine eisenzeitliche Kultur in der Po-Ebene (Norditalien), die nach einer stadtartigen Siedlung benannt ist. Este, ursprünglich an der Etsch gelegen, die im 5. Jahrhundert v. Chr. ihren Lauf veränderte, war ein Zentrum der Metallverarbeitung. Die Siedlung entwickelte sich Anfang des 1. Jahrtausends v. Chr. an der Kreuzung wichtiger Verkehrswege. Im Wesentlichen blieben nur die Brandgräberfelder mit reichen Beigaben erhalten.
Neben der Villanovakultur im Raum Bologna und der Golasecca-Kultur im Westen der Po-Ebene existierte sie, beeinflusst von der Urnenfelderkultur, parallel zur Hallstattzeit. Este vermittelte künstlerische und technische Anregungen der Hallstattregion nach Süden und etruskisch-griechische Elemente nach Norden. Die figürlichen Metallarbeiten von Este zeigen das Umsetzen südlicher Anregungen. Este war Zentrum der so genannten Situlenkunst. Charakteristisch sind mit Tieren und Bändern mit Figurenmotiven verzierte Situlen. Bedeutendstes Beispiel ist die Benvenuti-Situla (600 v. Chr.). Die Entwicklung der Bronzeblecharbeiten lässt sich bis zum Ende des 4. Jahrhunderts v. Chr. verfolgen. Die Este-Kultur überstand die Invasion der Kelten und erst ihre Nachfolger, die Veneter, gingen im römischen Reich auf.
Man schreibt die Este-Kultur den Vorläufern der Veneter (ital. Paleoveneti) zu. Die Veneter bildeten einen Puffer zwischen den Illyrern, deren Stammesgebiet auf dem Balkan hinter Triest lag, und den Kelten in der Po-Ebene. Sie hatten eine eigene Sprache und Kultur, die sich dem griechischen Einfluss öffnete, aber das Griechische oder Etruskische nicht imitierte. Die Veneter setzen die Tradition der Este-Kultur fort, als diese in Este erlosch. In Venetien lebt bis heute eine abgewandelte figürliche Kunst fort.
| Este-Kultur | Chronologie     |
| ----------- | --------------- |
| Este I      | 900–750 v. Chr. |
| Este II     | 750–575 v. Chr. |
| Este III    | 575–350 v. Chr. |
| Este IV     | 350–182 v. Chr. |